# گلستانک (دلفان)
گلستانک (گلستانه) روستایی از توابع بخش کاکاوند واقع در ۳۰ کیلومتری جنوب غربی شهرستان دلفان واقع در استان لرستان است.

## جمعیت
این روستا در دهستان ایتیوند جنوبی قرار دارد و براساس سرشماری مرکز آمار ایران در سال ۱۳۸۵، جمعیت آن ۱۳۸ نفر (۲۵خانوار) بوده‌است.

## تاریخچه
در زمان قدیم به روستای گلستانه معروف بوده‌است که در سال ۱۳۶۵ به دو قسمت گلستانک و تازه آباد گلستانه تقسیم شده‌است. بنابر سنگ قبر موجود در روستا که قدمتی ۳۰۰ ساله دارد قدمت روستا به بیش از ۳۰۰ سال سکنی می‌باشد.

## تفرجگاه‌ها
تنگله ورانه و سیرکانه مکان‌های بکر و وحشی که حیوانات خوک، خرگوش، گرگ، روباه و حتی خرس یافت می‌شود.
چشمه‌های زالزالک، عدسی، چمن، چشمهٔ دارختار و چشمهٔ تک بید و باغ مسلم از مکان‌های دیدنی است و از کوه بزرگ سرکشتی دو رودخانهٔ کنگاوری و اشکنی سرچشمه می‌گیرند.

## املاک روستا
تنگله ورانه، سیرکانه، کدوبان، ظهرستان، تک بید، دارختار، چاله چاله، چشمه تورک، اشکنی، بلوط پر و پرنگلا (که انگلیسی‌ها آن نام را بر آن نهادند) که بر طبق تقسیمات کشوری در سال ۱۳۱۸ روستا میله بندی و اولین سند رسمی به نام پلاک ۲۱۹ اصلی در سال ۱۳۲۴ به ثبت رسیده‌است.

## باستانی
نام رودخانهٔ اشکنی از کلمهٔ اشکانیان یکی از سلسله‌های قدرتمند ایران که طبق حفاری‌های موجود در این مکان سکونت داشته‌اند گرفته شده‌است.